# Mario Agatea
Mario Agatea   (Mòdena, 1624 - Bolonya, 1699) fou un compositor i soprano italià. Monjo agustí, des del 1649 restà al servei de la cort ducal de Mòdena. També era expert en la construcció de clavicèmbals.
Cantà com a soprano a Bolonya, en l'església de San Petronio. El 1665 va ser nomenat mestre de capella a Mòdena. El 1673 se'n va al monestir dels agustins de Bolonya, tot i mantenir l'encàrrec de músic de la cort d'Este i torna regularment a Mòdena a l'ocasió de festes religioses. El 1689, va demanar la jubilació a la cort i es va traslladar poc temps després, ja impedit per la ceguesa, al Convent della Misericordia de Bolonya (1692).
La seva producció, consisteix en quatre cantates per a soprano i 29 arietes, es conserva manuscrita en la Biblioteca Estense Universitària de Mòdena.